# Denisse Dibós

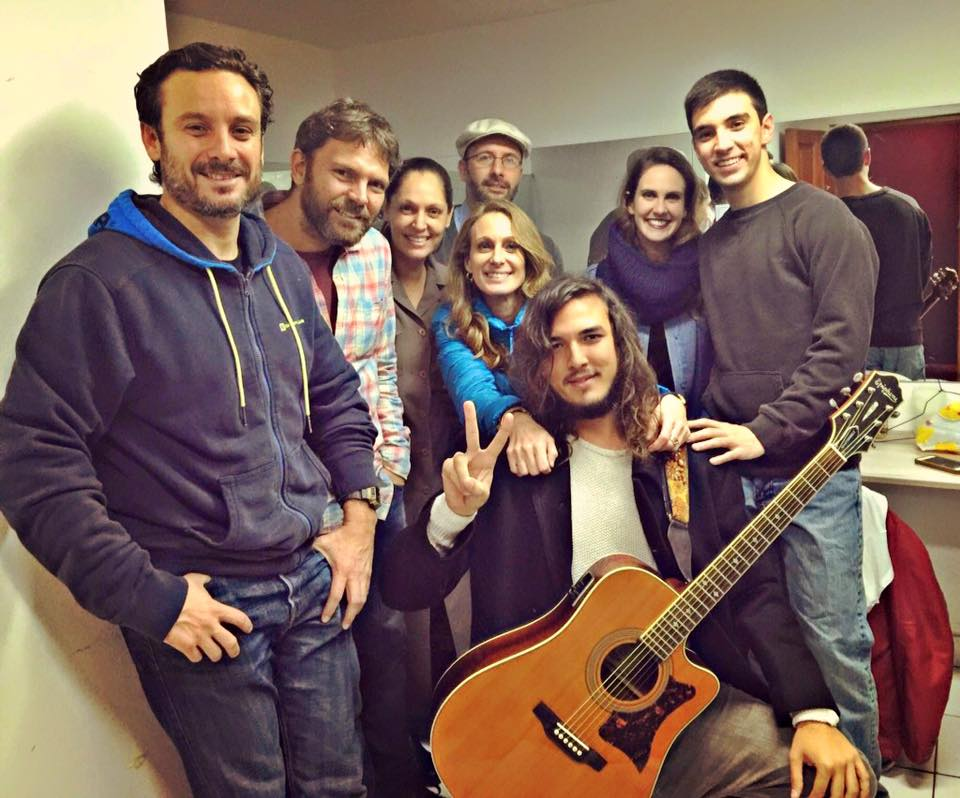
Denisse Dibós là người phụ nữ mặc áo khoác màu xanh, ở chính giữa hình ảnh

Denisse Dibós (sinh ngày 15 tháng 4 năm 1967) là diễn viên người Peru đa tài. Bà là một giáo viên của âm nhạc Peru, ca sĩ, người đào tạo nghệ thuật, nhà kinh doanh, nhà sản xuất kịch, giám đốc âm nhạc và trợ giảng khiêu vũ. Trong những nỗ lực của bà để có thể tìm kiếm được quyền và sự cho phép, bà có thể giới thiệu sự chấp nhận của sự trình diễn tại Broadway cho những tác phẩm ở Peru. Bà đã sáng lập và điều hành Preludio Asociacion Cultural, nơi bà giới thiệu một số tác phẩm âm nhạc như Jesucristo Superstar, Cabaret, 2010, Love without Barriers (trong West Side Story), Chicago và The Boy from Oz. Cô đã đem văn hóa và nghệ thuật đến một quốc gia đầy tính cạnh tranh.

## Tuổi thơ và cuộc sống đầu đời[1]
Denisse Dibós, tên đầy đủ là Maria Denisse Dibós Silva, sinh ngày 15 tháng 4 năm 1967, tại Lima, Peru. Bà xuất thân từ một gia đình gồm các chính trị gia. Cha mẹ của bà là Eduardo Dibós Chappuis và Betty Silva Block, và ông của bà là Eduardo Dibós Dammert. Cha bà và ông bà đều là cựu Thống đốc của Lima. Denisse được giáo dục tại Học viện Santa Ursula tại San Isidro. Bà cũng dành thời gian học ballet tại Lucy Telge Luna. Sự khởi đầu của bà đối với sự nghiệp sân khấu là khi bà 17 tuổi, khi bà biểu diễn một phần trong tác phẩm Broadway Luces dưới sự đạo diễn của Hernan Toledo và được biểu diễn tại Nhà hát Hoàng gia tại San Isidro.

## Sự nghiệp[1]
Denisse là một nghệ sĩ đa tài. Sự linh hoạt của bà được thể hiện trong một vài tài năng. Bà biết bà muốn điều gì và bà bắt đầu con đường đúng đắn bằng việc tự giáo dục bản thân, để chuẩn bị cho sự nghiệp âm nhạc mà bà đã lựa chọn. Cô đã nhận Bằng Cử nhân về Âm nhạc của Đại học Bang California, Long Beach, và Bậc thầy Nhạc cổ điển tại Đại học Nam California. Ước mơ trở thành một nghệ sĩ hòa nhạc của bà đã kết thúc khi bà có vấn đề ở tay một cách không may mắn. Điều đó đã ảnh hưởng đến khả năng biểu diễn của bà. Tuy nhiên, vấn đề này không ngăn được những ước mơ của bà và bà trở lại Lima Actuacion. Bà được hướng dẫn trong Khoa Nghệ thuật Giao tiếp tại Pontificia Universidad Católica del Perú và Teatro de la Universidad Católica.
Bà đã kết hợp tài năng nghệ thuật của mình với kinh doanh. Vào năm 1997, bà đã thành lập công ty nhạc kịch mang tên Cultural Association Prelude. Sản phẩm đầu tiên của công ty là The Novice Rebel với vai diễn Maria von Trapp do bà thủ vai. Sản phẩm tiếp theo là A Chorus Line được biểu diễn tại Nhà hát Monte Carlo. Bà bắt đầu biểu diễn trên truyền hình với các vở opera Revelation, Sunflowers for Lucía, Hunting a Millionaire
Denisse cũng bắt đầu vai trò của một nhà sản xuất, diễn viên và nhạc sĩ và trở lại với nhạc kịch khi bà biểu diễn trong tác phẩm Macbeth vào năm 2001. 2 năm sau đó, bà sản xuất các tác phẩm Charlie and the Factory of Chocolates và Angels. Trong những năm tiếp theo, bà sản xuất Enrique V, Sacco and Vanzetti và The Corporation. Trong những tác phẩm này, bà cũng thủ một số vai diễn.
Bà tiếp tục thể hiện sự đa tài của mình vào năm 2006 khi bà tham gia bộ phim nhiều tập Society of American Television và cũng vào năm đó bà tung tác phẩm âm nhạc Jesucristo Superstar được thể hiện trong Nhà hát Segura. Năm 2008 là một năm bận rộn của bà khi bà sản xuất tác phẩm âm nhạc Don Quixote de la Mancha. Đồng thời, bà còn làm việc với vai trò giám đốc âm nhạc cho tại Hài kịch La Mã. Bà có thể có quyền và sự cho phép để biểu diễn tác phẩm Cabaret. Tác phẩm này được trình diễn lần đầu tiên vào năm 2009 với sự tham gia của nữ diễn viên Gisela Ponce de León tại Teatro Segura. Trong tác phẩm này, Denisse thể hiện vai Fraulein Kost.
Denisse đã sản xuất và biểu diễn trong tác phẩm 2010 tại Teatro Segura. Bà làm việc như một giám đốc âm nhạc trong Cage Aux Follies và tham gia Vagina Monologues. Năm 2011 là một năm bận rộn khác của bà khi bà sản xuất tác phẩm Love without Barriers (trong West Side Story), biểu diễn buổi hòa nhạc Fête de la Musique (được sản xuất bởi Ủy ban Quốc gia về Âm nhạc và Đại sứ quán Pháp) và tác phẩm Alliance Francesa. Trong tháng 12, bà hợp tác với Carlos Arana trong tác phẩm Realization in Lima, phiên bản tiếng Tây Ban Nha đầu tiên của tác phẩm âm nhạc The Boy from Oz.
Bà sản xuất và thể hiện vai Roxie Hart trong tác phẩm Chicago vào năm 2012, được đạo diễn bởi Mateo Chiarella Viale. Cùng năm đó, bà có một khoảng thời gian tuyệt vời khi tham gia như là giám đốc của trường của Talents of the Reality of Singing và sau đó thi đấu trong chương trình truyền hình Dancing the Great Show.
Tác phẩm The Boy from Oz được phát hành vào năm 2013, tháng 5, tại Nhà hát Thành phố Lima. Tác phẩm này được sản xuất bởi Denisse và bà cũng có một vai diễn Marion Woolnouhg. Ngoài ra bà còn sản xuất Jury of Small Gigantes và thậm chí tham gia chương trình như một giám khảo. Vào năm 2014, bà sản xuất tác phẩm âm nhạc Sweet Charity.

## Những điểm nhấn chính[1]
Denisse có thể nhận được quyền và sự cho phép để sản xuất các tác phẩm nguyên gốc của Broadway và đem văn hóa phương Tây đến Peru.

## Đời tư[1]
Tháng 3 năm 2011, bà sinh đứa con gái đầu tiên tên Paloma, từ cuộc hôn nhân với nhà kinh tế học Gabriel Ortiz đến từ Zevallos.